# 흥부와 놀부
흥부와 놀부는 1967년에 개봉한 대한민국의 인형극 영화이다. 인형극 영화로서는 대한민국 최초로 보도되었다. 감독은 강태웅이며, 배역으로 80개의 인형이 동원되었다.

## 수상
- 공보부 영화위 선정 1967년도 최우수문화영화로 선정되었다.[2]
- 제5회 청룡영화상 비극영화작품상 수상[3]